# Carpenedolo

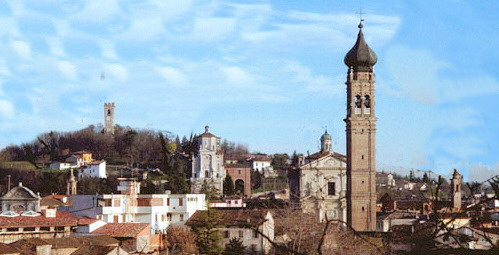
Panorama von Carpenedolo

Carpenedolo ist eine norditalienische Gemeinde (comune) mit 12.986 Einwohnern (Stand 31. Dezember 2023) in der Provinz Brescia in der Lombardei. Die Gemeinde liegt etwa 24 Kilometer südöstlich von Brescia östlich des Chiese.

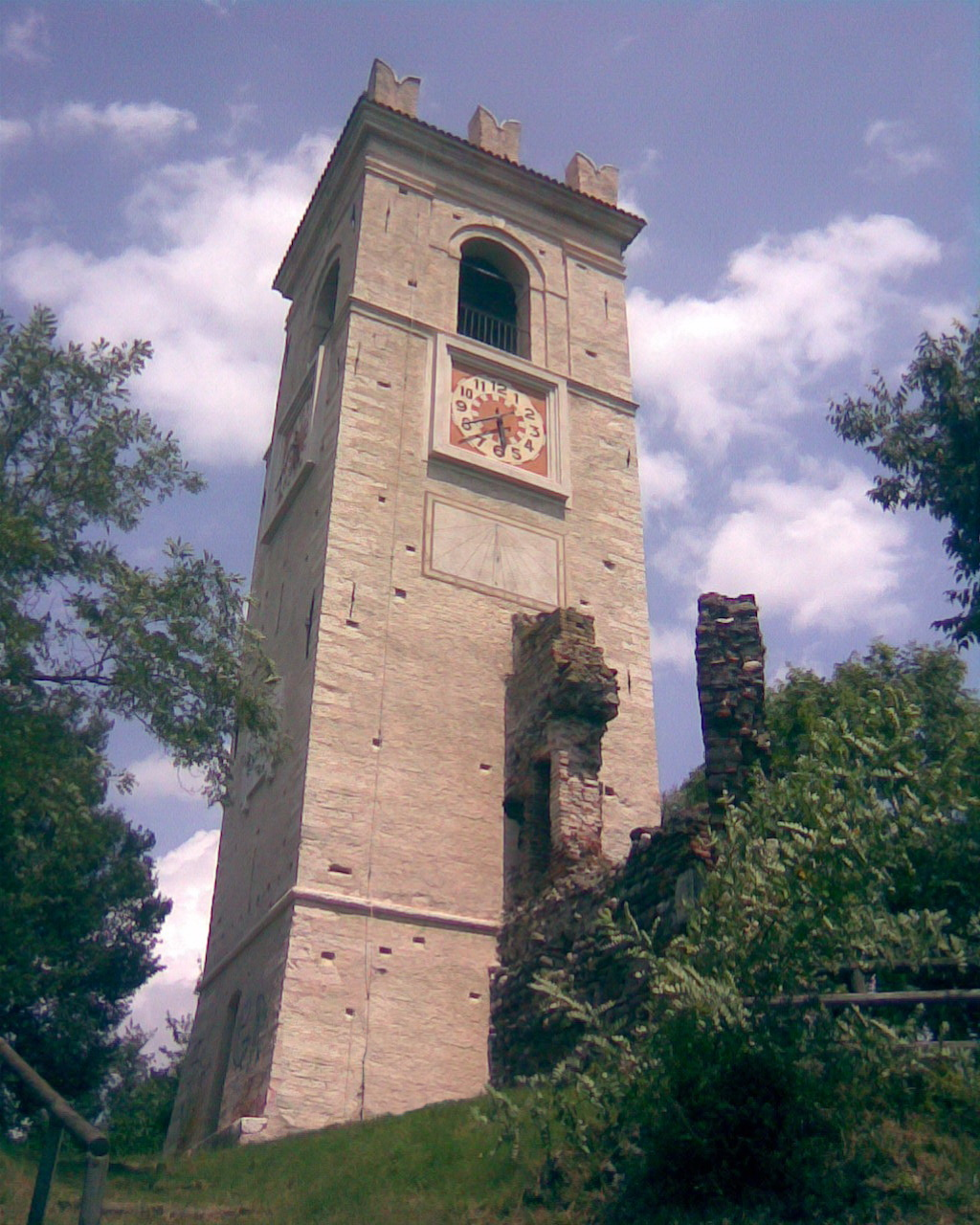
Turm an der Befestigungsanlage Carpenedolos

## Verkehr
Carpenedolo liegt an der Strada Statale 343, die nordöstlich der Gemeinde in die Strada Statale 567 Richtung Gardasee übergeht.

## Persönlichkeiten
- Tommaso Ghirardi (* 1975), Präsident des FC Parma